# CBC Sport
СБС Спорт (азерб. CBC Sport) — азербайджанский спортивный телеканал. Является вторым спортивным каналом в Азербайджане после телеканала «İdman Azərbaycan TV». 11-й общенациональный телеканал в Азербайджане. Ведёт вещание в формате HD и SD.

## История
В 2015 году телеканалам AzTV и Idman Azerbaijan TV не были предоставлены права вещания Премьер-лиги Азербайджана. Вместо этого был объявлен конкурс на право вещания Азербайджанской футбольной Премьер-лиги.  
Телеканал CBC выиграл конкурс и получил право трансляции Премьер-лиги Азербайджана на последующих три года. Однако, так как CBC вещал на иностранном языке, появилась необходимость создания отдельного телеканала. Был создан CBC Sport. 8 сентября 2015 года Национальным советом по телерадиовещанию Азербайджана в соответствии с требованиями статей 7, 15.1 Закона Азербайджана «О телевидении и радиовещании» была выдана специальная лицензия на неконкурентный 6-летний период для трансляции национального спортивного телевизионного канала на частоте 37 МГц.  
9 августа 2015 года начато интернет-вещание. 1 октября 2015 года была запущена тестовая трансляция. 
2 ноября 2015 года канал начал вещание на спутнике Azerspace-1 с частотой 11135 / H / 27500.
CBC Sport обладает исключительными правами на трансляцию Премьер-лиги Азербайджана с сезона 2015/16.
Также на телеканале транслируются Лига чемпионов УЕФА, Лига Европы УЕФА, Лига наций УЕФА, чемпионат Южной Америки, Италии, Испании, Нидерландов, Кубок Турции по футболу, Матчи НБА, кубок мира и международные турниры Гран-при по дзюдо, матчи Алмазной лиги и самых престижных международных теннисных турниров.
CBC Sport поддерживает ряд проектов АФФА, направленных на продвижение и развитие футбола в Азербайджане. 
CBC Sport является официальным дистрибьютором многих матчей сборной Азербайджана.
9 января 2025 года телеканал признан Министерством молодёжи и спорта Азербайджана лучшей медиаструктурой 2024 года.